# أرنمانوث

## أرنمانوث
أرانمانوث (وهي تعني شهر أغسطس في الفرنسية القديمة) هي رواية كتبتها "آنا ماريا ماتوت" عام 2000. تنتمي إلى نوع الفانتازيا، على غرار رواية أولفيدادو ري غودو للمؤلفة الإسبانية ذاتها.

### ملخص الرواية
السعي وراء الحلم المستحيل والتوق إلى الحرية. تتمنى الشخصيتان الرئيسيتان في الرواية، أرانمانوث وويندومانوث، تحقيق الحلم الذي راودهما منذ الطفولة: العودة إلى موطنهما الأصلي، حيث عاشتا مع أختيهما ووالدهما في طفولتهما. يوصف هذا المكان، المسمى الجنوب، بأنه جميل ودافئ للغاية، تنمو فيه الأزهار وكروم العنب، ويشبه إلى حد كبير شعر ويندومانوث الذهبي. تتوق بطلتا الرواية، وقبل كل شيء ويندومانوث، إلى هذه الأرض السحرية، وفي نهاية الرواية تنطلقان في رحلة يائسة دون وجهة واضحة للعثور عليها، وتسألان الجميع عن الطريق المؤدي إليها.

#### المواضيع الثانوية تشمل:
الزواج المدبّر: تصبح ويندومانوث زوجة أورسو دون أن تعرفه حتى، وهي في التاسعة أو العاشرة من عمرها، بينما كان لدى أورسو ابن في مثل عمرها.
الحب: رغم أن ويندومانوث زوجة والد أرانمانوث، إلا أنهما يقعان في الحب ويهربان معًا بحثًا عن الأرض المنشودة.
التبعية في العصور الوسطى: يظهر كيف أن أورسو يطيع أوامر الكونت باستمرار، لأن عائلته مدينة له بالتبعية.
الحرب: يدمّر جيش الكونت، بمشاركة أورسو، أراضي الفلاحين ويقتل كل من يعترض طريقه.
الطبيعة: يقضي بطلا الرواية وقتهما في قلعة أورسو محاطَين بالغابات والبساتين، يستمعان إلى الأشجار والنباتات ويقرآن ما تخبرهما به.

### الأسلوب الأدبي
يمكن اعتبار أرانمانوث حكاية أو حكاية سحرية، سواء من حيث الطول أو من حيث أسلوب الرواية. تكشف ماتوت، بأسلوبها الرقيق وتركيزها الدائم على التجربة الحياتية للطفلين، عن عواطف الإنسان في مرحلة الطفولة وما قبل البلوغ، وكذلك رد فعل الشخصيتين تجاه بؤس ورعب العصور الوسطى. وتضيف السمات الاستثنائية للطفلين منظورًا آخر لمسألة التعصب ورفض المختلفين.